# La aprendiz
La aprendiz (título original: The Novice) es una novela de fantasía de la escritora australiana Trudi Canavan. Se publicó por primera vez en 2002 y es la segunda novela de la trilogía Crónicas del mago negro, continuación de El gremio de los magos. La edición española apareció en mayo de 2010, dos meses después de la primera parte.
La aprendiz fue candidata al premio Aurealis a mejor novela de fantasía en 2003.

## Sinopsis
La aprendiz retoma la historia de Sonea unos meses después de la conclusión del primer libro. Su historia transcurre sobre todo en la ciudad de Imardin, capital del reino de Kyralia. Sonea, la joven de las barriadas pobres con poderes mágicos que tanto costó encontrar al Gremio de los Magos, se adapta ahora a la vida de la institución como la única estudiante pobre entre sus filas. A las riñas entre las distintas facciones de alumnos se suma el hecho de que, si el aprendizaje de Sonea tiene éxito, el Gremio podría verse obligado a abrirse a las clases más bajas de la ciudad. Por ello, pese a la protección del mago lord Rothen, la instrucción de Sonea no va a resultar sencilla.
Mientras tanto, lord Dannyl viaja fuera de Kyralya como embajador del Gremio, aunque con la misión encubierta de rastrear los pasos que dio en el pasado su máximo dirigente, el gran lord Akkarin, sobre quien otros magos albergan negras sospechas.